# Epipactis leptochila
E. leptochila subsp. leptochila, hay còn được gọi là cây phong lan vòi hẹp, là một loài lan trong chi Epipactis.

## Hình ảnh

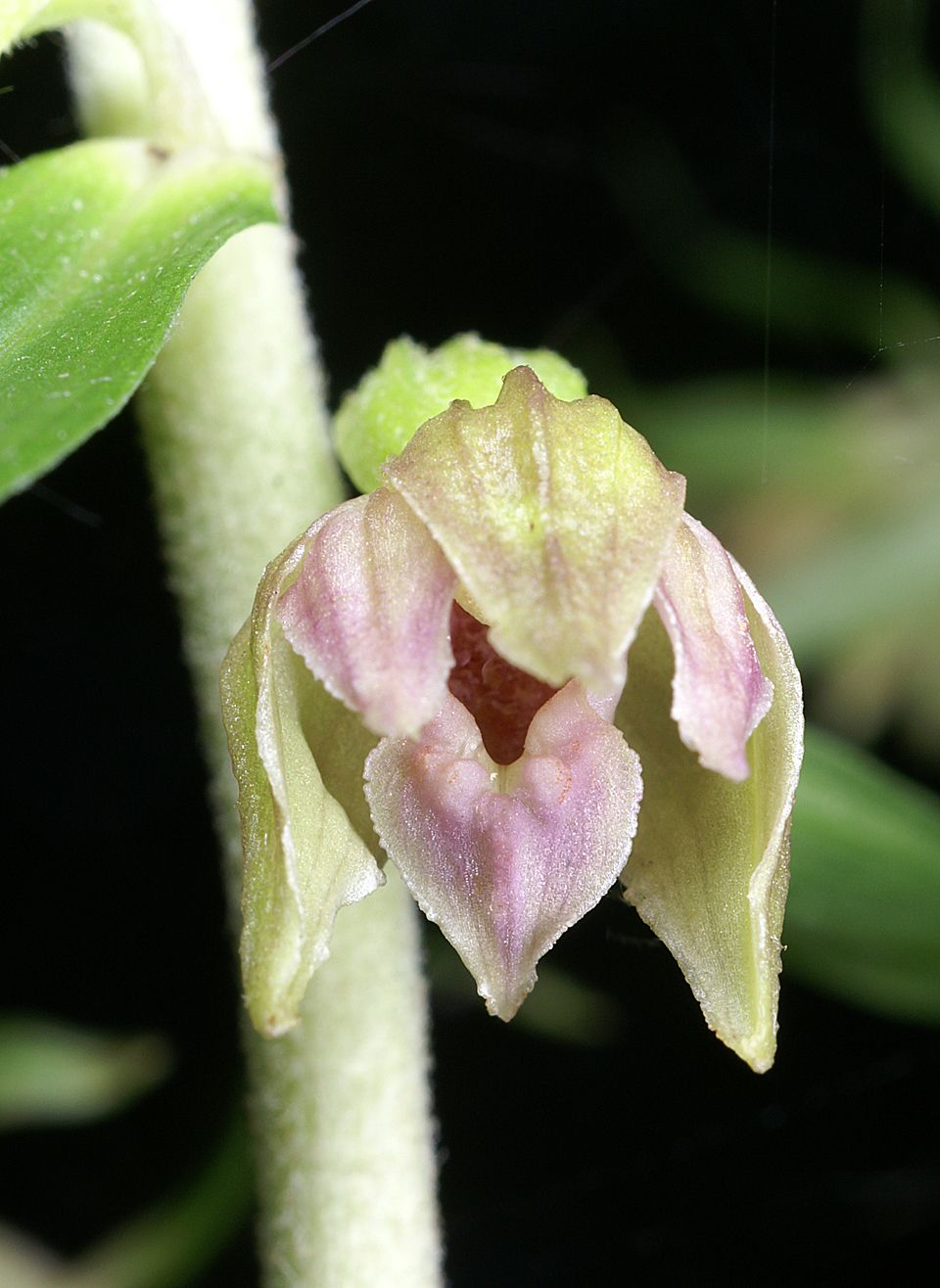
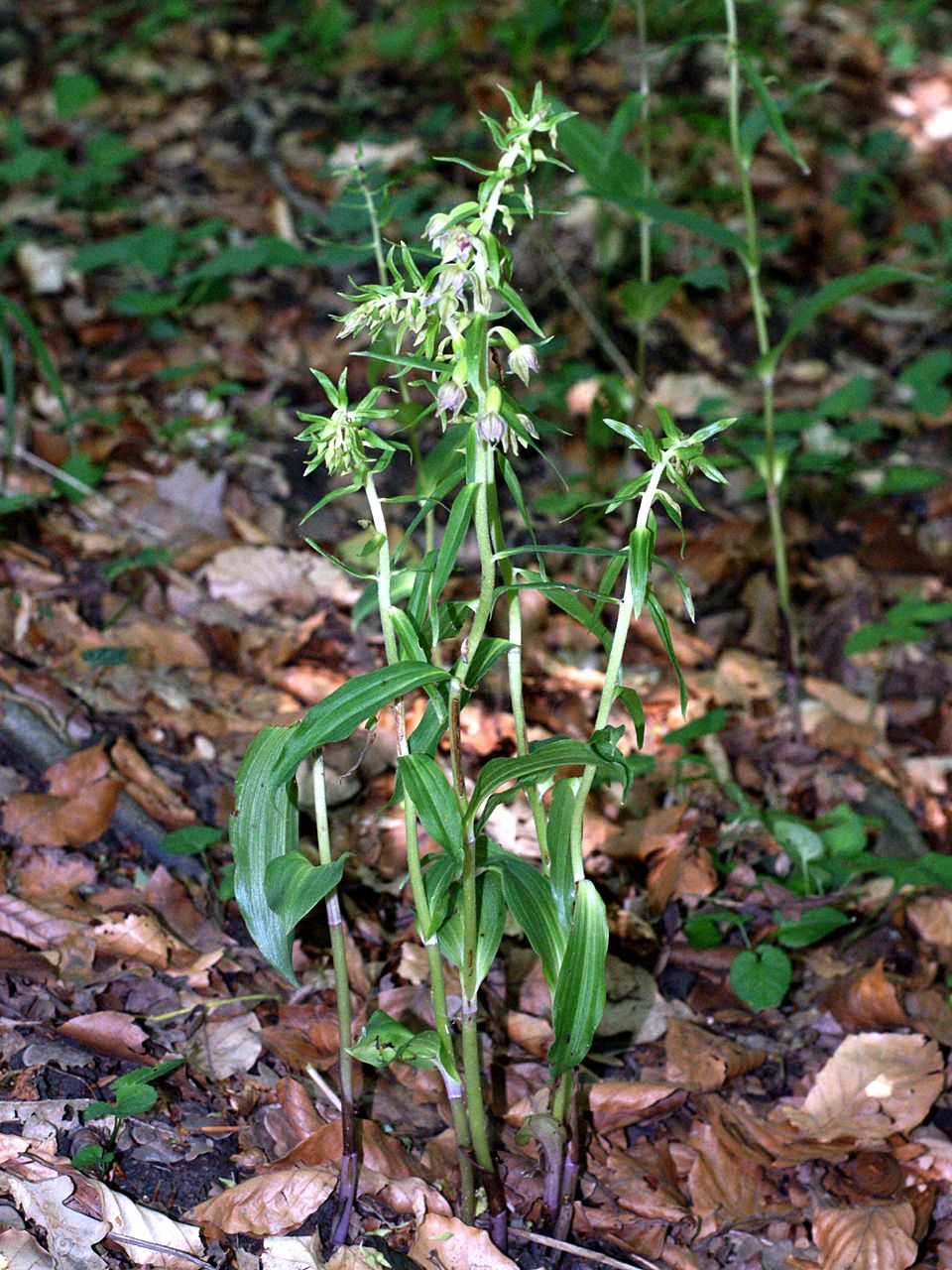
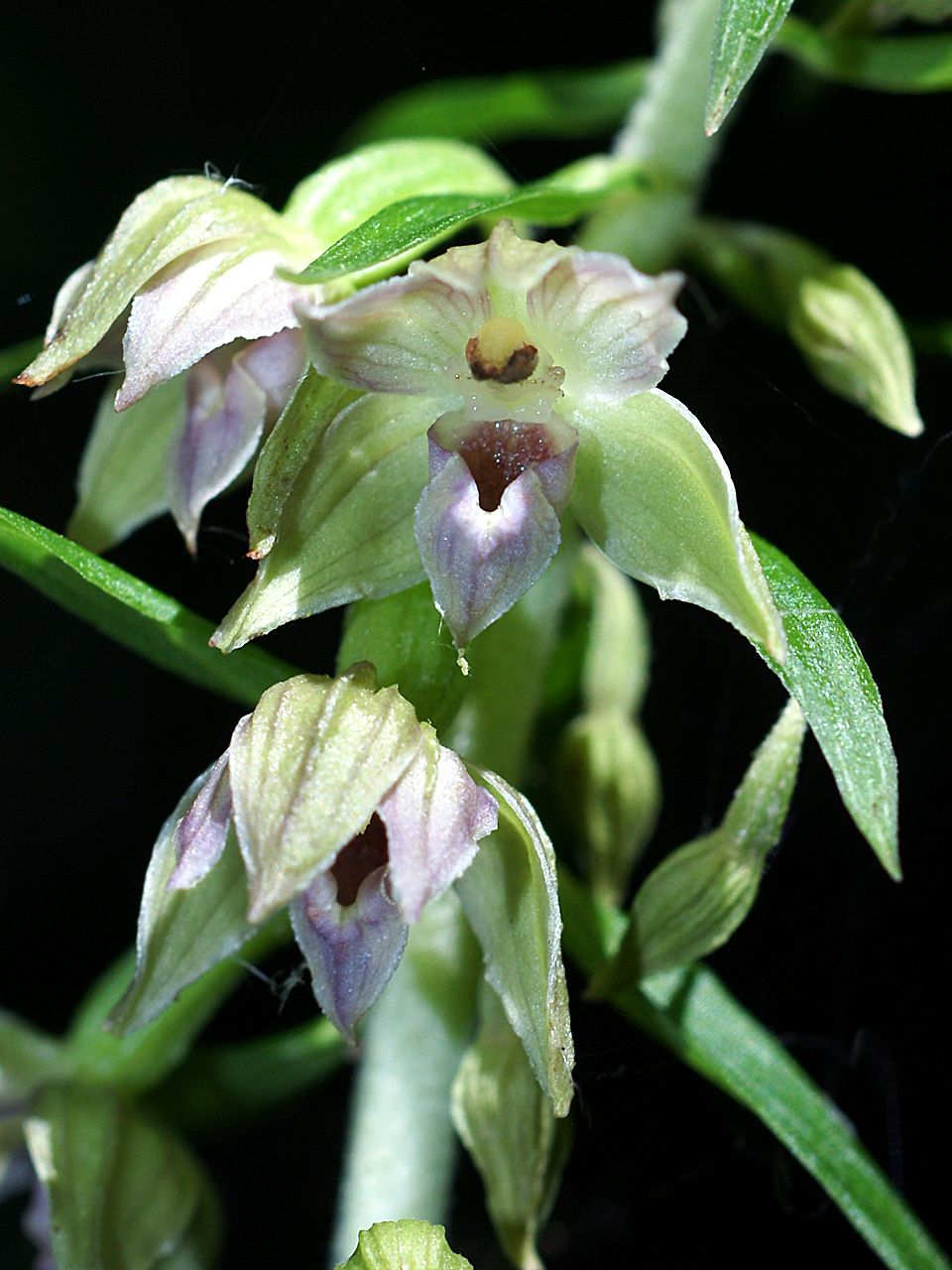
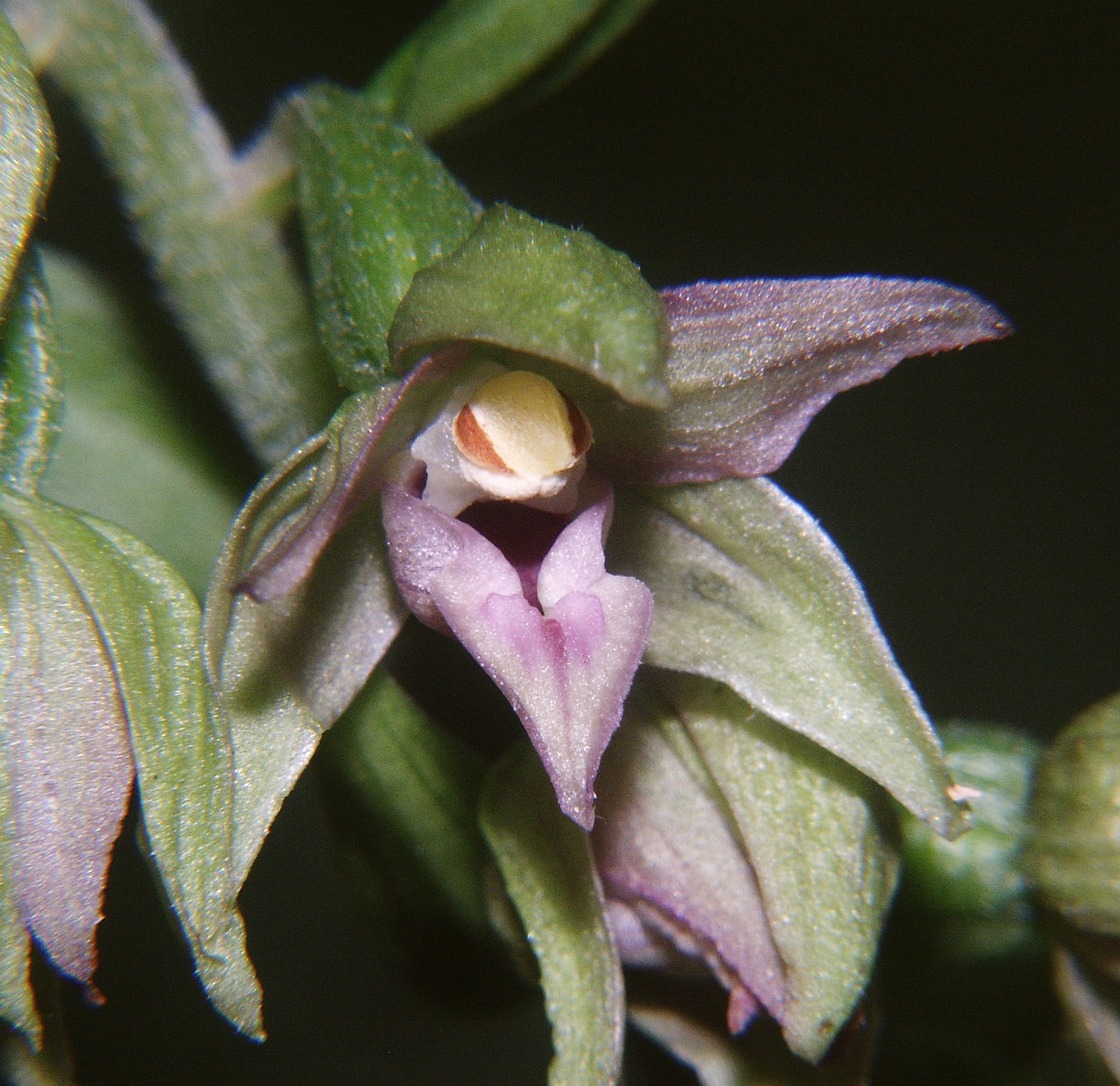